# Transporte axoplásmico
El transporte axonal, también llamado transporte axoplásmico (No confundir con flujo axoplásmico que es de 1-5 mm/día), es un proceso celular responsable del movimiento de mitocondrias, lípidos, vesículas sinápticas, proteínas y otros orgánulos hacia y desde un cuerpo celular de neurona, a través del citoplasma de su axón llamado el axoplasma. Dado que algunos axones pueden tener hasta metros de largo, las neuronas no pueden depender de la difusión para llevar productos del núcleo y de los orgánulos al final de sus axones. El transporte axonal también es responsable de mover las moléculas destinadas a la degradación desde el axón hasta el cuerpo celular, donde son descompuestas por los lisosomas.

La dinaina, una proteína motora responsable del transporte axonal retrógrado, transporta vesículas y otros productos celulares hacia los cuerpos celulares de las neuronas. Sus cadenas ligeras enlazan la carga, y sus regiones de cabeza globular enlazan el microtúbulo, "avanzando" a lo largo de él.

El movimiento hacia el cuerpo celular se llama transporte retrógrado y el movimiento hacia la sinapsis se llama transporte anterógrado.
El transporte axonal puede ser rápido o lento, y anterógrado o centrífugo (alejándose del cuerpo celular) o bien retrógrado centrípeto (transportando materiales del axón hacia el cuerpo celular).

## Mecanismo
La gran mayoría de las proteínas axonales se sintetizan en el cuerpo celular neuronal y se transportan a lo largo de los axones. Se ha demostrado cierta traducción del ARNm dentro de los axones. El transporte axonal ocurre a lo largo de la vida de una neurona y es esencial para su crecimiento y supervivencia. Los microtúbulos (hechos de tubulina) corren a lo largo de la longitud del axón y proporcionan las principales "pistas" citoesqueléticas para el transporte. La quinesina y la dinaina son proteínas motoras que mueven las cargas en dirección anterógrada (hacia delante desde el soma hasta la punta del axón) y retrógrada (hacia atrás hasta el soma (cuerpo celular)), respectivamente. Las proteínas motoras se unen y transportan varias cargas diferentes, como las mitocondrias, los polímeros citoesqueléticos, los autofagosomas y las vesículas sinápticas que contienen neurotransmisores.
El transporte axonal puede ser rápido o lento, y anterógrado (alejándose del cuerpo celular) o retrógrado (transportando materiales desde el axón hacia el cuerpo neuronal).

El transporte axonal rápido, ocurre en las direcciones retrógrada y anterógrada a una velocidad de 0.5-10 μm/seg e incluye: el transporte de orgánulos unidos a la membrana, mitocondrias, neurotransmisores, proteínas de canal, cuerpos multivesiculares y endosomas.

En contraste, el transporte axonal lento, ocurre en la dirección anterógrada a una velocidad de 0.01-0.001 μm/seg, considerablemente más lento que el transporte axonal rápido.

## Transporte rápido y lento
Las cargas vesiculares se mueven relativamente rápido (50-400 mm/día) mientras que el transporte de proteínas solubles (citosólicas) y citoesqueléticas toma mucho más tiempo (moviéndose a menos de 8 mm/día).
El mecanismo básico del transporte axonal rápido se ha comprendido durante decenios, pero el mecanismo del transporte axonal lento sólo se ha puesto de manifiesto recientemente, como resultado de técnicas avanzadas de diagnóstico por imágenes. Las técnicas de etiquetado fluorescente (por ejemplo, el microscopio de fluorescencia) han permitido la visualización directa del transporte en las neuronas vivas. 
Estudios recientes han revelado que el movimiento de cargas "lentas" citoesqueléticas es en realidad rápido pero, a diferencia de las cargas rápidas, se detienen con frecuencia, lo que hace que la tasa de tránsito general sea mucho más lenta. El mecanismo se conoce como el modelo "Stop and Go" de transporte axonal lento, y ha sido ampliamente validado para el transporte del neurofilamento de la proteína citoesquelética. El movimiento de las cargas solubles (citosólicas) es más complejo, pero parece tener una base similar en la que las proteínas solubles se organizan en complejos multiproteicos que luego son transportados por interacciones transitorias con cargas de movimiento más rápido que se mueven en transporte axonal rápido Una analogía es la diferencia en las tasas de transporte entre los trenes de cercanías y el metro expreso. Aunque ambos tipos de tren viajan a velocidades similares entre estaciones, el tren de cercanías tarda mucho más en llegar al final de la línea porque se detiene en todas las estaciones mientras que el expreso sólo hace unas pocas paradas en el camino.

## Transporte anterógrado

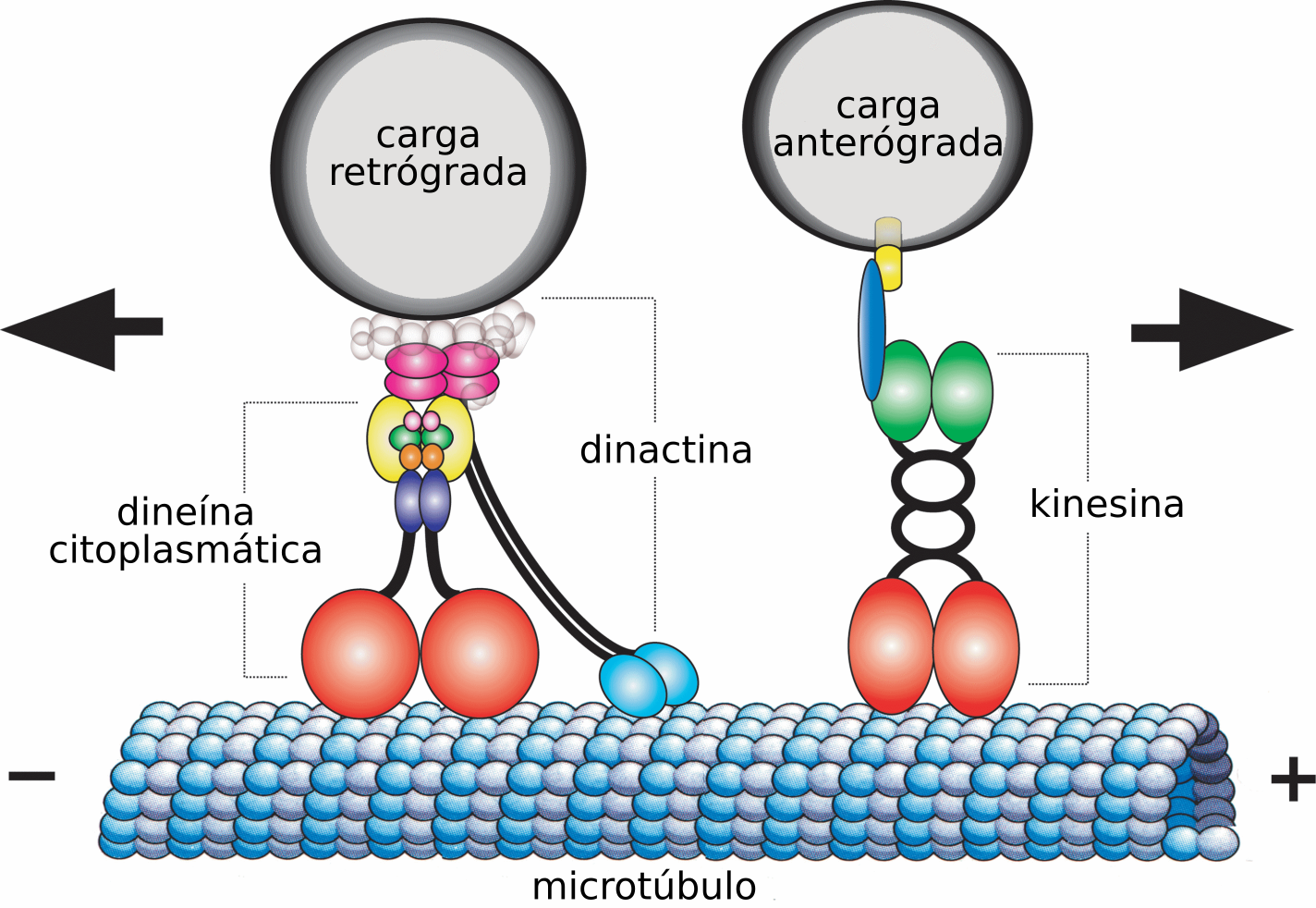
Motores moleculares.

El transporte anterógrado (también llamado "ortogrado") es el movimiento de las moléculas/organelos hacia afuera, desde el cuerpo celular (también llamado soma) hasta la sinapsis o membrana celular.
El movimiento anterógrado de cargas individuales (en las vesículas de transporte) de componentes tanto rápidos como lentos a lo largo del microtúbulo está mediado por Kinesina. Varias kinesinas están implicadas en el transporte lento, aunque el mecanismo para generar las "pausas" en el tránsito de cargas de componentes lentos es todavía desconocido.
Hay dos clases de transporte lento anterógrado: el componente lento a (SCa) que transporta principalmente microtúbulos y neurofilamentos a una velocidad de 0,1-1 milímetros por día, y el componente lento b (SCb) que transporta más de 200 proteínas diversas y actina a una tasa de hasta 6 milímetros por día. El componente lento b, que también transporta actina, es transportado a una tasa de 2-3 milímetros por día en los axones de las células de la retina. 
Durante la reactivación de la latencia, el virus del herpes simple (HSV) entra en su ciclo lítico, y utiliza mecanismos de transporte anterógrados para migrar desde las neuronas de los ganglios de la raíz dorsal a la piel o a la mucosa a la que afecta posteriormente.
Las quinesinas que son un receptor de carga para motores de transporte anterógrado, han sido identificadas como las proteínas precursora del amiloide (PPA), la proteína madre que produce las placas seniles que se encuentran en la enfermedad de Alzheimer. Un péptido de 15 aminoácidos en el extremo carboxilo citoplasmático de la APP se une con alta afinidad a la quinesina-1 convencional y media el transporte de carga exógena en el axón gigante del calamar.
El manganeso, un agente de contraste para la resonancia magnética ponderada por T1, viaja por transporte anterógrado después de la inyección estereotáxica en el cerebro de los animales de experimentación y, por lo tanto, revela los circuitos de la resonancia magnética de todo el cerebro en los animales vivos, como lo hicieron por primera vez Robia Pautler, Elaine Bearer y Russ Jacobs. Los estudios en ratones de la cadena de luz kinesina-1 revelaron que el Mn2+ viaja por transporte basado en la kinesina en el nervio óptico y en el cerebro. El transporte en ambas proyecciones del hipocampo y en el nervio óptico también depende del PPA. El transporte desde el hipocampo al cerebro anterior disminuye con el envejecimiento y el destino se altera por la presencia de placas de la enfermedad de Alzheimer.

## Transporte retrógrado
El transporte retrógrado aleja las moléculas/organelas de la terminal de axón hacia el cuerpo celular. El transporte retrógrado axonal está mediado por la Dineína citoplasmática, y se usa por ejemplo para enviar mensajes químicos y productos de endocitosis dirigidos a los endolisosomas desde el axón de vuelta a la célula. Operando a velocidades promedio in vivo de aproximadamente 2 μm/seg, el transporte retrógrado rápido puede cubrir 10-20 centímetros por día.
El rápido transporte retrógrado devuelve las vesículas sinápticas usadas y otros materiales al soma e informa al soma de las condiciones en los terminales de los ejes. El transporte retrógrado lleva las señales de supervivencia de la sinapsis de vuelta al cuerpo celular, como el TRK, el receptor del factor de crecimiento nervioso. Algunos patógenos explotan este proceso para invadir el sistema nervioso. Entran en los extremos distales de un axón y viajan al soma por transporte retrógrado. Ejemplos de ello son la toxina del tétanos y los virus del herpes simple, la rabia y la poliomielitis. En tales infecciones, el retraso entre la infección y la aparición de los síntomas corresponde al tiempo necesario para que los patógenos lleguen al soma. El virus del herpes simple viaja en ambos sentidos en los axones dependiendo de su ciclo de vida, con el transporte retrógrado dominando la polaridad para las cápsidas entrantes.

## Consecuencias de la interrupción
Siempre que se inhibe o interrumpe el transporte axonal, la fisiología normal se convierte en fisiopatología, y puede resultar una acumulación de axoplasma, llamado esferoide axonal. Debido a que el transporte axonal puede ser interrumpido de muchas maneras, los esferoides axonales pueden ser vistos en muchas clases diferentes de enfermedades, incluyendo genéticas, traumáticas, isquémicas, infecciosas, tóxicas, degenerativas y enfermedades específicas de la materia blanca llamadas leucoencefalopatías. Varias enfermedades neurodegenerativas raras están vinculadas a mutaciones genéticas en las proteínas motoras, la quinesina y la dinaina, y en esos casos es probable que el transporte axonal sea un elemento clave en la patología mediadora. El transporte axonal disfuncional también está vinculado a formas esporádicas (comunes) de enfermedades neurodegenerativas como el Alzheimer y el Parkinson. Esto se debe principalmente a numerosas observaciones de que se observan invariablemente grandes acumulaciones axonales en las neuronas afectadas, y que los genes que se sabe que juegan un papel en las formas familiares de estas enfermedades también tienen supuestos papeles en el transporte axonal normal. Sin embargo, hay pocas pruebas directas de la participación del transporte axonal en estas últimas enfermedades, y otros mecanismos (como la sinaptoxicidad directa) pueden ser más pertinentes. 
La detención del flujo axoplásico en el borde de la zona isquémica en las retinopatías vasculares conduce a la hinchazón de las fibras nerviosas con lo que se producen exudados suaves o manchas de algodón.
Dado que el axón depende del transporte axoplásmico para las proteínas y materiales vitales, las lesiones como la lesión axonal difusa que interrumpe el transporte hará que el axón distal degenere en un proceso llamado degeneración walleriana. Los medicamentos contra el cáncer que interfieren con el crecimiento canceroso alterando los microtúbulos (que son necesarios para la división célular) dañan los nervios porque los microtúbulos son necesarios para el transporte axonal. 

## Infección
El virus de la rabia llega al sistema nervioso central por el flujo axoplásico retrógrado. La neurotoxina del tétanos se internaliza en la unión neuromuscular mediante la unión de las proteínas nidógenas y se transporta de forma retrógrada hacia el soma en los endosomas de señalización. Los virus neurotrópicos, como los herpesvirus, viajan dentro de los axones utilizando maquinaria de transporte celular, como se ha demostrado en el trabajo del grupo de Elaine Bearer. También se sospecha que otros agentes infecciosos utilizan el transporte axonal. Se cree que tales infecciones contribuyen a la enfermedad de Alzheimer y a otros trastornos neurológicos neurodegenerativos.